# Ăngten

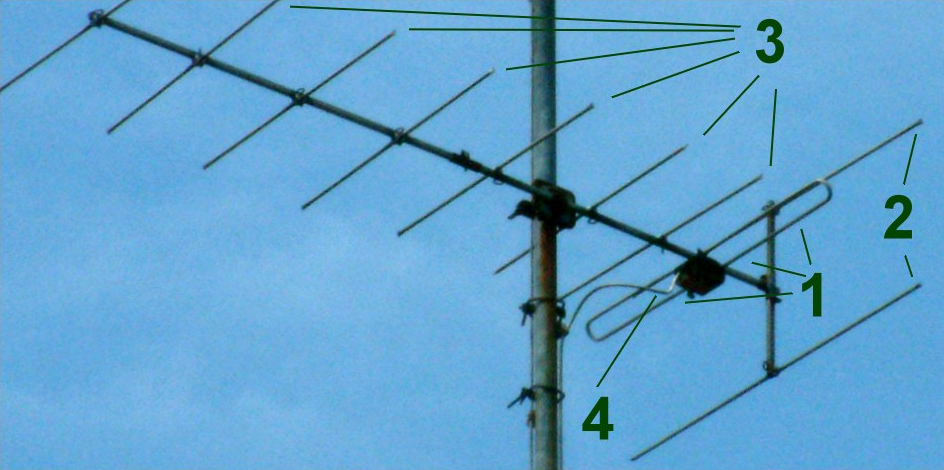
Hình ảnh một ăngten yagi

Ăng-ten (bắt nguồn từ tiếng Pháp antenne /ɑ̃tεn/; tiếng Anh: antenna), là một linh kiện điện tử có thể bức xạ hoặc thu nhận sóng điện từ. Có nhiều loại ăngten: ăngten lưỡng cực, ăngten mảng, ăngten đẳng hướng, ăngten định hướng...
Trong một hệ thống thông tin vô tuyến, ăng-ten có hai chức năng cơ bản. Chức năng chính là để bức xạ các tín hiệu RF từ máy phát dưới dạng sóng vô tuyến hoặc để chuyển đổi sóng vô tuyến thành tín hiệu RF để xử lý ở máy thu. Chức năng khác của ăngten là để hướng năng lượng bức xạ theo một hay nhiều hướng mong muốn, hoặc "cảm nhận" tín hiệu thu từ một hay nhiều hướng mong muốn còn các hướng còn lại thường bị khóa lại. Về mặt đặc trưng hướng của ăngten thì có nghĩa là sự nén lại của sự phát xạ theo các hướng không mong muốn hoặc là sự loại bỏ sự thu từ các hướng không mong muốn. Các đặc trưng hướng của một ăng-ten là nền tảng để hiểu ăng-ten được sử dụng như thế nào trong hệ thống thông tin vô tuyến. Các đặc trưng có liên hệ với nhau này bao gồm Tăng ích, tính định hướng, mẫu bức xạ (ăng-ten), và phân cực. Các đặc trưng khác như búp sóng, độ dài hiệu dụng, góc mở hiệu dụng được suy ra từ bốn đặc trưng cơ bản trên. Trở kháng đầu cuối (đầu vào) là một đặc trưng cơ bản khác khá quan trọng. Nó cho ta biết trở kháng của ăng-ten để kết hợp một cách hiệu quả công suất đầu ra của máy phát với ăng-ten hoặc để kết hợp một cách hiệu quả công suất từ ăng-ten vào máy thu. Tất cả các đặc trưng ăngten này đều là một hàm của tần số.

## Cách hoạt động và định hướng của Ăng-ten
```
Cách hoạt động của một ăng-ten là cường độ bức xạ theo hướng đã cho chia cho cường độ bức xạ có được khi ăng-ten bức xạ tất cả công suất RF và được phân phối bằng nhau theo mọi hướng. Chú ý rằng định nghĩa này về tăng ích yêu cầu khái niệm về vật bức xạ đẳng hướng, có nghĩa là, một vật mà phát xạ cùng một công suất theo mọi hướng. Những ví dụ về một nguồn không định hướng là (ít nhất cũng xấp xỉ) âm thanh và ánh sáng, những nguồn này đôi khi được gọi là nguồn điểm. Tuy nhiên, một ăng-ten đẳng hướng chỉ là một khái niệm, bởi vì thực tế, mọi ăngten vô tuyến phải có một vài đặc tính về hướng. Tuy vậy, ăng-ten đẳng hướng là một sự tham chiếu rất quan trọng. Nó có một tăng ích duy nhất theo mọi hướng (g = 1 hoặc G = 0
 
dB), vì thế toàn bộ công suất đưa đến nó đều được bức xạ bằng nhau theo mọi hướng.
```

Mặc dù sự là một nền tảng tham chiếu cho tăng ích của ăng-ten, nhưng có một tham chiếu khác được thường dùng hơn là lưỡng cực. Trong trường hợp này tăng ích của một lưỡng cực nửa bước sóng chuẩn được dùng. Tăng ích của nó là 1.64 (G = 2.15 dB) so với một vật phát xạ đẳng hướng. Tăng ích của một ăng-ten thường được biểu diễn dưới dạng đề-xi-ben (dB). Khi tăng ích được tham chiếu theo vật bức xạ đẳng hướng thì đơn vị là dBi, nhưng khi tham chiếu theo lưỡng cực nửa sóng, đơn vị được biểu diễn là dBd. Mối quan hệ giữa hai đơn vị là:
```
GdBd = GdBi – 2,15
 
dB
```

Directivity thì tương tự như Tăng ích, nhưng có một điểm khác biệt. Nó không bao gồm những ảnh hưởng của chính nó. Xem lại định nghĩa về tăng ích, ta thấy nó dựa trên cơ sở công suất được đưa tới ăngten. Trong thực tế, một phần công suất này bị mất đi do trở thuần của các phần từ (dưới dạng nhiệt), và dòng rò qua lớp điện môi,.... Nếu một ăng-ten không có tổn hao (hiệu suất 100%) thì tăng ích và directivity(theo một hướng cho trước) có thể như nhau.

## Mẫu bức xạ
Mẫu bức xạ (hay còn được gọi là Mẫu ăng-ten) là sự biểu diễn lại tăng ích của ăng-ten theo mọi hướng. Do đó, đây là một sự mô tả ba chiều của mật độ công suất, rất khó để biểu diễn và sử dụng chúng. Cách thông thường để biểu diễn hoặc vẽ chúng là theo hình cắt. Hình 1 biểu diễn Mẫu bức xạ của một lưỡng cực nửa bước sóng ngang theo mặt cắt ngang và mặt cắt dọc. Ta có thể thấy, trong hình này, Mẫu theo mặt cắt ngang không có cấu trúc. Ăng-ten này có tăng ích hằng số theo góc ngang. Mặt khác, mẫu theo mặt cắt dọc cho ta thấy rằng, ăng-ten này có một tăng ích cực đại theo phương ngang và không phát xạ theo hướng trùng với trục của ăng ten. Thông thường, hướng không được chỉ rõ khi tham khảo theo tăng ích của ăng-ten. Trong trường hợp này, giả sử rằng hướng của tăng ích là hướng bức xạ cực đại – tăng ích cực đại của ănt-ten. Vì thế, một mẫu kết hợp sẽ biểu diễn các giá trị có quan hệ với tăng ích cực đại.

## Bụng và nút
Các vùng của một mẫu nơi mà tăng ích có vùng phủ cực đại được gọi là bụng, còn những vị trí mà tăng ích có vùng phủ cực tiểu thì được gọi là nút (điểm không). Mặt cắt đứng của lưỡng cực nửa sóng có hai bụng sóng và 2 điểm nút. Hình 2 là một vài ví dụ khác. Một mẫu ăng-ten phức tạp có thể có nhiều bụng và nút theo cả hai mặt cắt đứng và ngang. Bụng sóng có tăng ích lớn nhất thì được gọi là bụng sóng chính hoặc tia chính của ăng-ten. Nếu một ăng-ten chỉ có một giá trị thông số tăng ích thì đó chính là bụng sóng chính hoặc tăng ích tia chính.
Độ rộng bụng sóng được lấy theo giá trị góc của bụng sóng chính theo một trong hai (hoặc cả hai) mặt cắt đứng hoặc ngang. Có một vài định nghĩa về độ rộng bụng sóng, bao gồm Độ rộng nửa công suất hoặc 3 dB, Độ rộng 10 dB, và Độ rộng nút đầu tiên. Độ rộng 3 dB là góc lớn nhất mà tăng ích ở đó thấp hơn tăng ích cực đại 3 dB. Độ rộng nửa công suất hay 3 dB được dùng phổ biến nhất.

## Sự Phân cực của Ăng-ten
Thuật ngữ sự phân cực có một vài ý nghĩa. Một cách chính xác, đó là sự định hướng của các véc tơ trường điện từ E tại một vài điểm trong không gian. Nếu Véctơ E giữ nguyên sự định hướng của nó tại mỗi điểm trong không gian thì đó là sự phân cực tuyến tính; Còn nếu nó quay trong không gian, thì đó là sự phân cực tròn hoặc eplip. Trong hầu hết các trường hợp, sự phân cực của sóng được bức xạ là tuyến tính, theo chiều đứng hoặc ngang. Ở một khoảng cách lớn thích hợp so với ăng-ten (Khoảng 10 lần bước sóng), sóng trường xa có thể được coi là sóng phẳng.
Khái niệm về sự phân cực thường được áp dụng cho ăng-ten. Trong trường hợp này, sự phân cực của ăng-ten là sự phân cực của sóng phẳng mà nó bức xạ. Dựa trên nguyên lý thuận nghịch, điều này cũng đúng với các ăng-ten thu. Ví dụ, nếu một ăng-ten thu được phân cực đứng, điều đó có nghĩa là một sóng đầu vào phân cực đứng sẽ cho đầu ra cực đại với ăng-ten đó. Nếu sóng đầu vào được phân cực theo các góc khác, thì chỉ có thành phần đứng mới được phát hiện bởi ăng-ten. Một cách lý tưởng thì một sóng đầu vào phân cực ngang sẽ hoàn toàn không thể được thu bởi một ăng-ten có phân cực đứng. Sự phân cực đứng được dùng chủ yếu trong các ứng dụng LMR (Land Mobile Radio).

## Trở kháng đầu cuối của Ăng-ten
Có ba loại trở kháng có liên quan tới ăng-ten. Một là trở kháng đầu cuối của ăng-ten, hai là trở kháng đặc trưng của một đường truyền dẫn, ba là trở kháng sóng.
Trở kháng đầu cuối được định nghĩa là tỉ sổ giữa điện áp và dòng điện tại đầu kết nối của ăng-ten (điểm mà đường truyền dẫn được nối tới). Trở kháng đầu cuối được biểu diễn toán học dưới dạng:
```
Z = V/I

  

    

      

        
Z

        
=

        
U

        
÷

        
I

      

    

    
{\displaystyle Z=U\div I}

  

```

Với Z là trở kháng, đơn vị là Ohm, V là điện áp, đơn vị là vôn, và I là cường độ dòng điện, đơn vị ampe, tại đầu cuối của ăng-ten với một tần số cho trước. Mỗi biến này có thể được biểu diễn dưới dạng một số phức, với phần thực và phần ảo. Các số phức này cũng có thể biểu diễn bằng cường độ và góc pha – được gọi là ký hiệu phasor.
Phần thực của trở kháng được gọi là thành phần trở thuần, và thành phần ảo được gọi là thành phần kháng, Chúng thường được biểu diễn dưới dạng:
```
Z = R + jX
```

Với R là thành phần trở thuần (thực), X là thành phần kháng (ảo)
Việc kết hợp năng lượng một cách hiệu quả nhất giữa một ăng-ten với một đường truyền dẫn khi trở kháng đặc trưng của đường truyền dẫn và trở kháng đầu cuối của ăng-ten như nhau và không có thành phần kháng. Với trường hợp này, ăng-ten được coi là phối hợp trở kháng với đường truyền dẫn.
Để phối hợp trở kháng, các ăng-ten thường được thiết kế sao cho trở kháng đầu cuối của chúng là 50 ohm hoặc 75 ohm để có thể phối hợp trở kháng với các cáp đồng trục phổ biến. Với các ăng-ten khó có thể loại bỏ (giảm tới không) thành phần kháng. Trong trường hợp này, một mạng phối hợp trở kháng thường được chế tạo như một phần của ăng-ten để thay đổi thành phần trở kháng của nó do đó có thể phối hợp trở kháng với đường truyền dẫn tốt hơn. Thành phần trở thuần R của trở kháng đầu cuối là tổng của hai thành phần và được biểu diễn bằng ohm.
```
R = Rr + Rd.
```

Điện trở bức xạ Rr là "Tải hiệu dụng" biểu diễn công suất bức xạ bởi một ăng-ten dưới dạng sóng điện từ, và điện trở tổn hao Rd là tải mà công suất bị mất. Hiệu suất của một ăng-ten là tỉ số giữa công suất bức xạ và tổng công suất được đưa tới ăng-ten. Nó được biểu diễn dưới dạng:
```
Efficiency = I2.Rr/I2.R = Rr/R.
```

Công suất hao phí là do tổn hao trở thuần (dưới dạng nhiệt) trong các phần tử của ăng-ten, dòng dò qua các lớp điện môi và các ảnh hưởng tương tự. Hơn nữa, cũng nên chú ý rằng, hiệu suất của một ăng-ten cũng có thể được biểu diễn dưới dạng tỉ số của tăng ích và tính định hướng (với một hướng cho trước).

## Tỉsố sóngđứng điện áp
Tỉ số sóng đứng(SWR), hay còn gọi là điện áp tỉ số sóng đứng (VSWR), không chính xác là một đặc trưng của ăng-ten, nhưng được dùng để mô tả khả năng triển khai một ăng-ten khi được gắn vào một đường truyền dẫn. Nó cho ta biết trở kháng đầu cuối của ăng-ten được phối hợp tốt như thế nào với trở kháng đặc trưng của đường truyền dẫn. Cụ thể, VSWR là tỉ số của điện áp RF tối đa trên điện áp RF tối thiểu dọc theo đường truyền dẫn.
Nếu trở kháng của ăng-ten không có thành phần kháng (ảo) và thành phần trở thuần (thực) bằng với trở kháng đặc trưng của đường truyền dẫn, thì chúng được phối hợp trở kháng. Nếu điều đó xảy ra, thì sẽ không có tín hiệu RF nào gửi tới ăng-ten bị phản xạ lại tại đầu cuối của nó. Trên đường truyền dẫn sẽ không có sóng đứng và VSWR có giá trị là 1. Tuy nhiên, nếu ăng-ten và đường truyền dẫn không được phối hợp, thì một vài thành phần của tính hiệu RF gửi tới ăng-ten bị phản xạ lại dọc theo đường truyền dẫn. Điều đó gây nên sóng đứng, và được đặc trưng bởi các điểm cực đại và điểm cực tiểu tồn tại trên đường dây. Trong trường hợp này VSWR có giá trị lớn hơn 1.
VSWR có thể đo được dễ dàng với thiết bị được gọi là SWR meter. Nó được cài vào đường truyền dẫn và cho ta giá trị của VSWR. Tại giá trị VSWR bằng 1.5, khoảng 4% công suất tới đầu cuối ăng-ten bị phản xạ lại. Tại giá trị 2.0, khoảng 11% công suất tới bị phản xạ lại. VSWR có giá trị từ 1.1 tới 1.5 được coi là tuyệt vời, giá trị từ 1.5 tới 2.0 được coi là tốt, và các giá trị cao hơn 2.0 có thể không chấp nhận được.
Như đã nói ở trên, việc phối hợp trở kháng giữa ăng-ten và đường truyền dẫn chỉ có thể đặt được tại một tần số đơn. Trong thực tế, một ăng-ten có thể được dùng với một dải tần số vào, và trở kháng đầu cuối của nó sẽ thay đổi theo dải tần số đó. Trong thông số kỹ thuật của ăng-ten, trở kháng của các tần số trong băng sẽ được chỉ ra hoặc là VSWR theo tần số sẽ được chỉ ra.

## Độ dài hiệu dụng và diện tích hiệu dụng
Độ dài hiệu dụng và diện tích hiệu dụng (còn được gọi là góc mở hiệu dụng) là một cách khác để biểu diễn tăng ích của ăng-ten. Các đặc trưng này tiện dụng và ý nghĩa nhất khi ăng-ten được dùng để thu. Đương nhiên là theo nguyên lý thuận nghịch, các đặc trưng là như nhau nếu ăng-ten được dùng cho việc phát.
Chiều dài hiệu dụng định nghĩa khả năng tạo ra một điện áp tại đầu cuối của một ăng-ten từ trường điện từ tới. Nó được định nghĩa là:
```
Le = V/E
```

Với Le có đơn vị là mét, V là điện áp hở mạch đơn vị là von, và E là cường độ trường đơn vị là vol/met. Định nghĩa này giả sử rằng sự phân cực của trường tới và ăng-ten là như nhau. Chiều dài hiệu dụng còn có thể được tính từ tăng ích và điện trở bức xạ.
Diện tích hiệu dụng, hoặc góc mở hiệu dụng được dùng phổ biến hơn chiều dài hiệu dụng. Nó được định nghĩa như sau:
```
Ae = Pr/P
```

Với Pr là công suất tại đầu cuối của ăng-ten, đơn vị là watts, và P là mật độ công suất của sóng tới, đơn vị là wat trên mét vuông. Mối quan hệ giữa diện tích hiệu dụng và tăng ích là:

## Băng thông
Băng thông là một dải tần số, trong đó khả năng triển khai của ăng-ten là chấp nhận được. Nói cách khác, một hoặc nhiều đặc trưng (như tăng ích, mẫu, trở kháng đầu cuối) có các giá trị chấp nhận được giữa giới hạn của băng thông. Với hầu hết các ăng-ten, tăng ích và mẫu không thay đổi nhiều với tần số như là trở kháng đầu cuối, vì vậy thường được dùng để mổ tả băng thông của một ăng-ten.
VSWR là giá trị đo sự ảnh hưởng của việc không phối hợp giữa trở kháng đầu cuối của ăng-ten và trở kháng đặc trưng của đường truyền dẫn. Vì thế trở kháng đặc trưng của đường truyền dẫn khó thay đổi với tần số, VSWR là một cách tốt để mô tả ảnh hưởng của trở kháng đầu cuối và băng thông của ăng-ten. Lưỡng cực nửa sóng, và các ăng-ten tương tự có băng thông hẹp. Các ăng-ten khác như log-periodic được thiết kế có băng rộng.